# Печера Двох озер
Пече́ра Двох озе́р — карстова печера, геологічна пам'ятка природи місцевого значення. Розташована поблизу села Кривче Чортківського району Тернопільської області, в квадраті 18, вид. 12 Гермаківського лісництва Чортківського держлісгоспу, в межах лісового урочища «Муравинець».
Під охороною — карстова печера завдовжки 54 м. Охоронна зона — 0,8 га. Оголошено об'єктом природно-заповідного фонду рішенням виконкому Тернопільської обласної ради від 13 грудня 1971 року, № 645. Перебуває у віданні ДЛГО «Тернопільліс».
Вхід до печери — на дні глибокої балки. Із печери витікає потічок.